# Réception et postérité de Don Quichotte

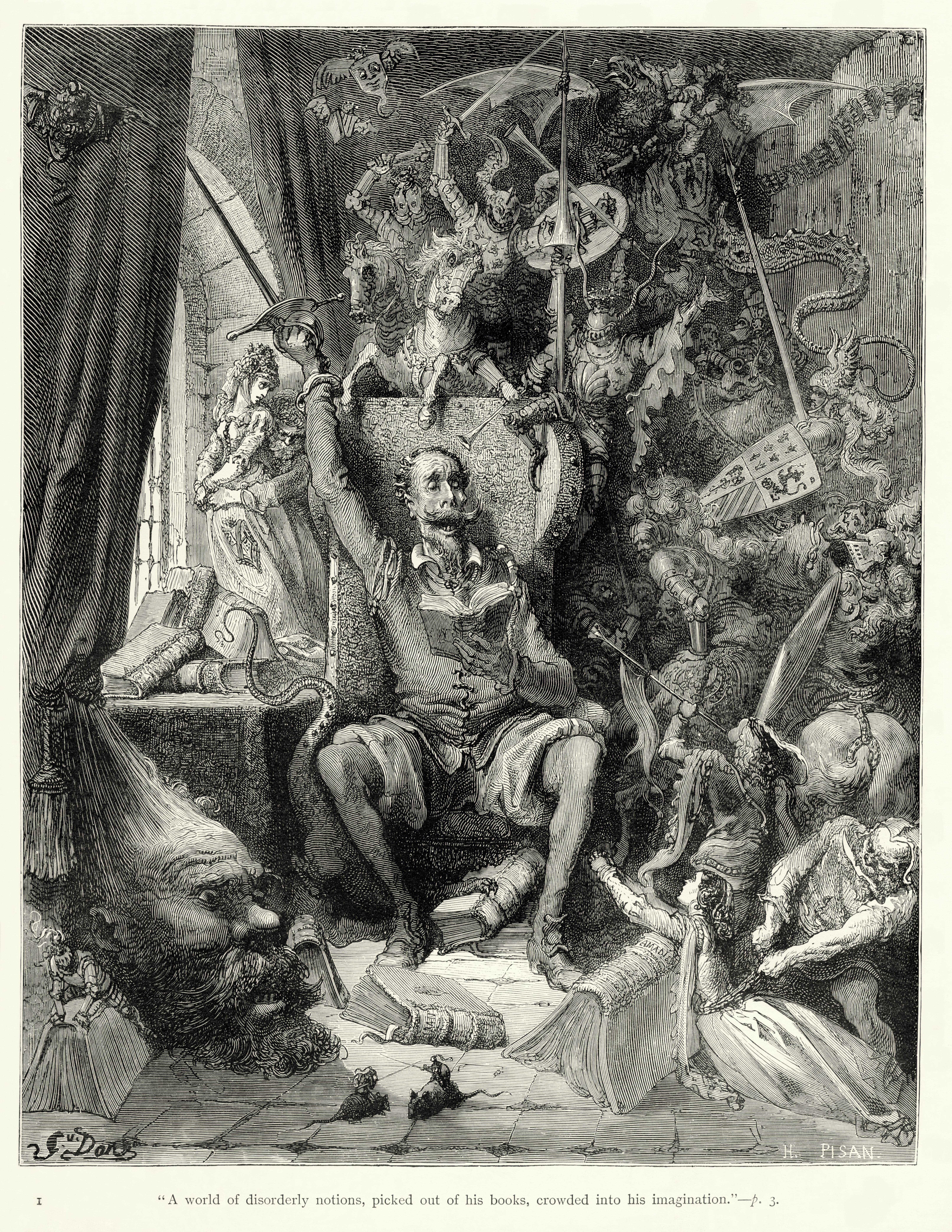
Don Quichotte dans sa bibliothèque, par Gustave Doré (1863).

Le personnage de Cervantes Don Quichotte créé en 1605 et ses aventures ont été à la racine de nombreuses réflexions littéraires, artistiques et philosophiques,  et ont inspiré une oeuvre artistique très large : autres romans, théâtre, opéras, peintures.

## Autres regards sur Don Quichotte

### XXesiècle

#### Marthe Robert
« C’est pourquoi Don Quichotte est véritablement scandaleux : voulant accomplir les grands mots creux qui servent à la fois la bonne conscience et les mauvaises actions de tous, il crée une situation proprement impossible qui force le monde à avouer sa tricherie. 
Ainsi la fausseté de don Quichotte contribue finalement à la vérité, puisqu’elle démasque l’imposture primordiale de toute société policée; mais sous la façade de culture et d’idéologie qui dissimule ses mobiles intéressés, le monde de son côté n’a pas tout à fait tort puisqu’il met à nu l’infantilisme et l’impuissance de l’individu insoumis, fanatisé par son propre rêve d’absolu. En face du monde discordant dont il prend au mot l’idéal de parade, don Quichotte fait assurément figure d’inspiré (l’admirable épisode de la caverne de Montésinos le montre terrassé par ses visions absurdes, et probablement inventées, exactement comme le prophète ou le poète qui, dans toute culture, est érigé en guide spirituel); ce qui ne l’empêche pas d’être lui-même un néant dangereux, où prolifèrent les germes d’une spiritualité séduisante, certes, mais corrompue en son fond et historiquement condamnée. Tel est le paradoxe que Cervantès pose en principe de sa haute critique des idées et qui, dans l'extraordinaire Somme que représente la geste donquichottesque, doit tenir lieu de seule moralité. »

— Marthe Robert, Roman des origines et origines du roman

#### Michel Foucault
« Don Quichotte est la première des œuvres modernes puisqu’on y voit la raison cruelle des identités et des différences se jouer à l’infini des signes et des similitudes ; puisque le langage y rompt sa vieille parenté avec les choses, pour entrer dans cette souveraineté solitaire d’où il ne réapparaîtra, en son être abrupt, que devenu littérature ; puisque la ressemblance entre là dans un âge qui est pour elle celui de la déraison et de l’imagination. La similitude et les signes une fois dénoués, deux expériences peuvent se constituer et deux personnages apparaître face à face. Le fou, entendu non pas comme malade, mais comme déviance constituée et entretenue, comme fonction culturelle indispensable, est devenu, dans l’expérience occidentale, l’homme des ressemblances sauvages. […]

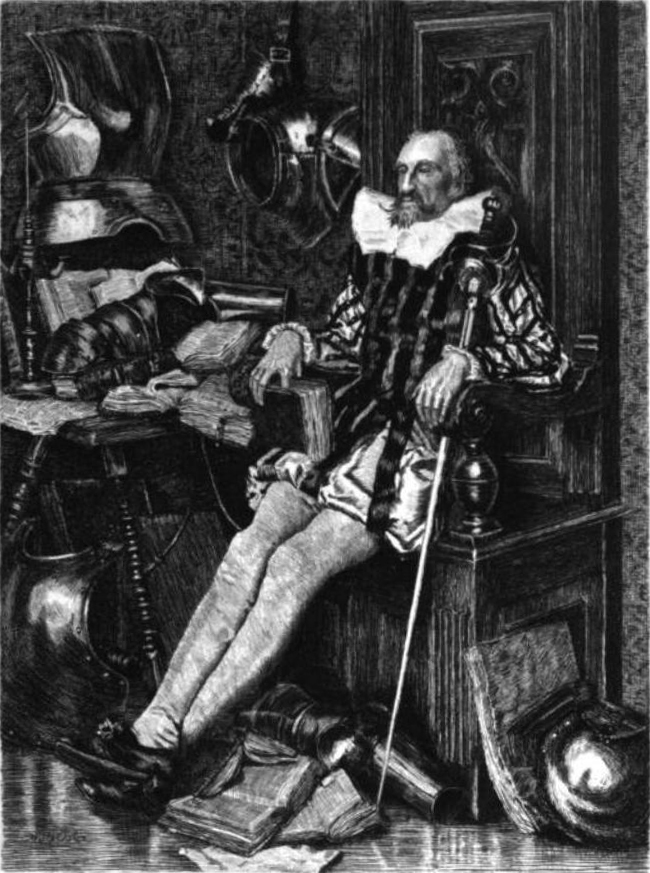
Don Quichotte dans sa bibliothèque.

À l’autre extrémité de l’espace culturel, mais tout proche par sa symétrie, le poète est celui qui, au-dessous des différences nommées et quotidiennement prévues, retrouve les parentés enfouies des choses, leurs similitudes dispersées. »

— Michel Foucault, Les Mots et les Choses, Paris 1966, éditions Gallimard, p. 62-63.

#### Jorge Luis Borges
Dans Pierre Ménard, auteur du Quichotte, Jorge Luis Borges met en scène un auteur voulant ré-écrire le célèbre roman à l'identique, sans pour autant le recopier, sans même se placer dans les mêmes conditions d'écriture que Cervantes afin de retrouver le processus originel qui avait donné naissance au roman, mais en tentant d'arriver à l'écriture du Quichotte à partir de ses propres expériences et de sa propre vie.
Jorge Luis Borges décrit, de sa manière érudite, ce travail fantasque et surréel, comme une preuve philosophique de la puissance supérieure quasi écrasante du contexte historique et social dans l'analyse d'une œuvre. Il finit même par affirmer, comme un pied de nez, la supériorité du texte de Pierre Ménard sur celui de Cervantes (alors qu'ils sont en tout point identiques).
Cette idée sera à l'origine de la réflexion de l'essai de Pierre Bayard intitulé Et si les œuvres changeaient d'auteur ? qui reprend et approfondit l'idée borgésienne selon laquelle les œuvres sont étudiées selon leur auteur, parfois aux dépens du texte brut.

#### Joseph Ratzinger

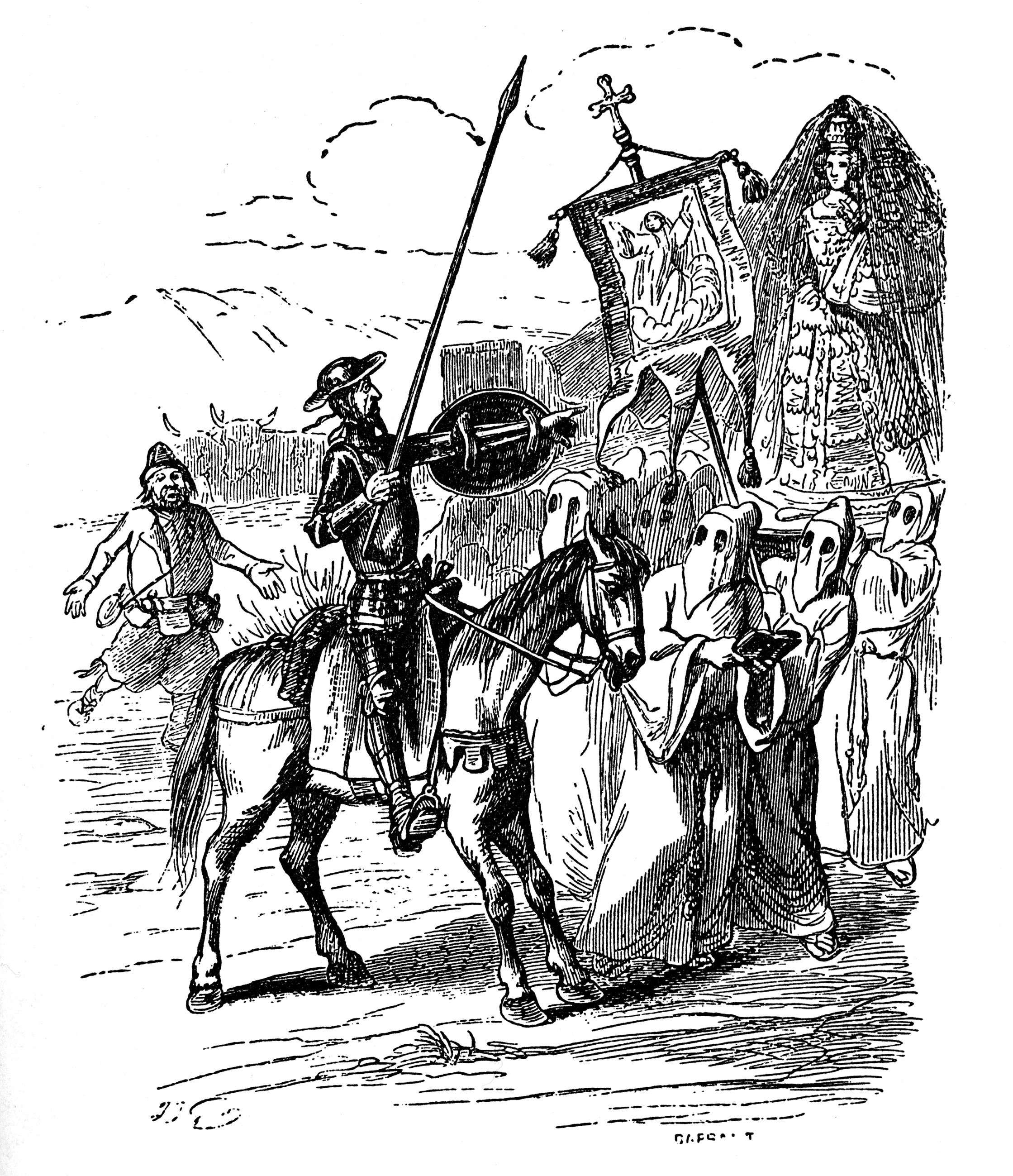
Don Quichotte, par Gustave Doré.

Joseph Ratzinger (futur Benoît XVI) dans Les Principes de la théologie catholique, à propos de Don Quichotte :

« […] Don Quichotte commence comme une bouffonnerie, une dérision, qui n’est absolument pas œuvre imaginaire ou simple divertissement littéraire. Le plaisant autodafé des livres du pauvre hobereau, que font, au chapitre VI, le curé et le barbier, est un geste très réel : le monde du Moyen Âge est rejeté, la porte qui y donne accès est murée ; il appartient irrévocablement au passé. En la personne de Don Quichotte, une époque nouvelle persifle l'ancienne. Le chevalier est devenu un fou ; réveillée des rêves de jadis, une nouvelle génération se dresse en face de la réalité, sans déguisements ni embellissements. Dans la raillerie plaisante du premier chapitre, il y a quelque chose de l'entrée en scène d'une nouvelle époque, confiante en elle-même, qui a désappris le rêve et découvert la réalité, et qui en est fière. […] Quelle noble folie est-ce donc que celle que Don Quichotte s'est choisie comme vocation : « être chaste en ses pensées, honnête en ses paroles, vrai dans ses actions, patient dans l'adversité, miséricordieux à l'égard de ceux qui sont dans la nécessité, et enfin, combattant de la vérité, même si sa défense devait coûter la vie ». Les traits de folie sont devenus un jeu qui mérite d'être aimé car on perçoit, par-delà, un cœur pur. […] L'assurance orgueilleuse avec laquelle Cervantès avait brûlé les ponts derrière lui et s'était moqué du vieux temps, est devenue maintenant mélancolie sur ce qui était désormais perdu. Ceci n'est pas un retour au monde des romans de chevalerie, mais un éveil à ce qui doit absolument demeurer, et la prise de conscience du danger qui menace l'homme quand, dans l'incendie qui détruit le passé, il perd la totalité de lui-même. »

— Joseph Ratzinger, Les Principes de la théologie catholique, 1982

#### Boris Mouravieff
Avec Boris Mouravieff, Don Quichotte est présenté comme un personnage « qui s’acharnait à combattre de front les influences “A” sous toutes leurs formes, et particulièrement celle de moulins à vent » ; ce combat étant considéré comme vain et promis à l’échec ainsi qu’à l’épuisement des forces.
Les influences “A” sont les influences créées par la vie elle-même, qui forment la Loi du Hasard ou Loi de l’Accident, sous l’empire de laquelle est placé le sort humain.

#### José Saramago
Pour José Saramago :

« Don Quichotte s’obstine à ne pas être lui-même, mais à être celui qui sort de chez lui pour entrer dans ce monde parallèle et vivre une nouvelle vie, une vie authentique. Je crois qu’au fond, ce qui est tragique, c’est l’impossibilité d’être quelqu’un d’autre.

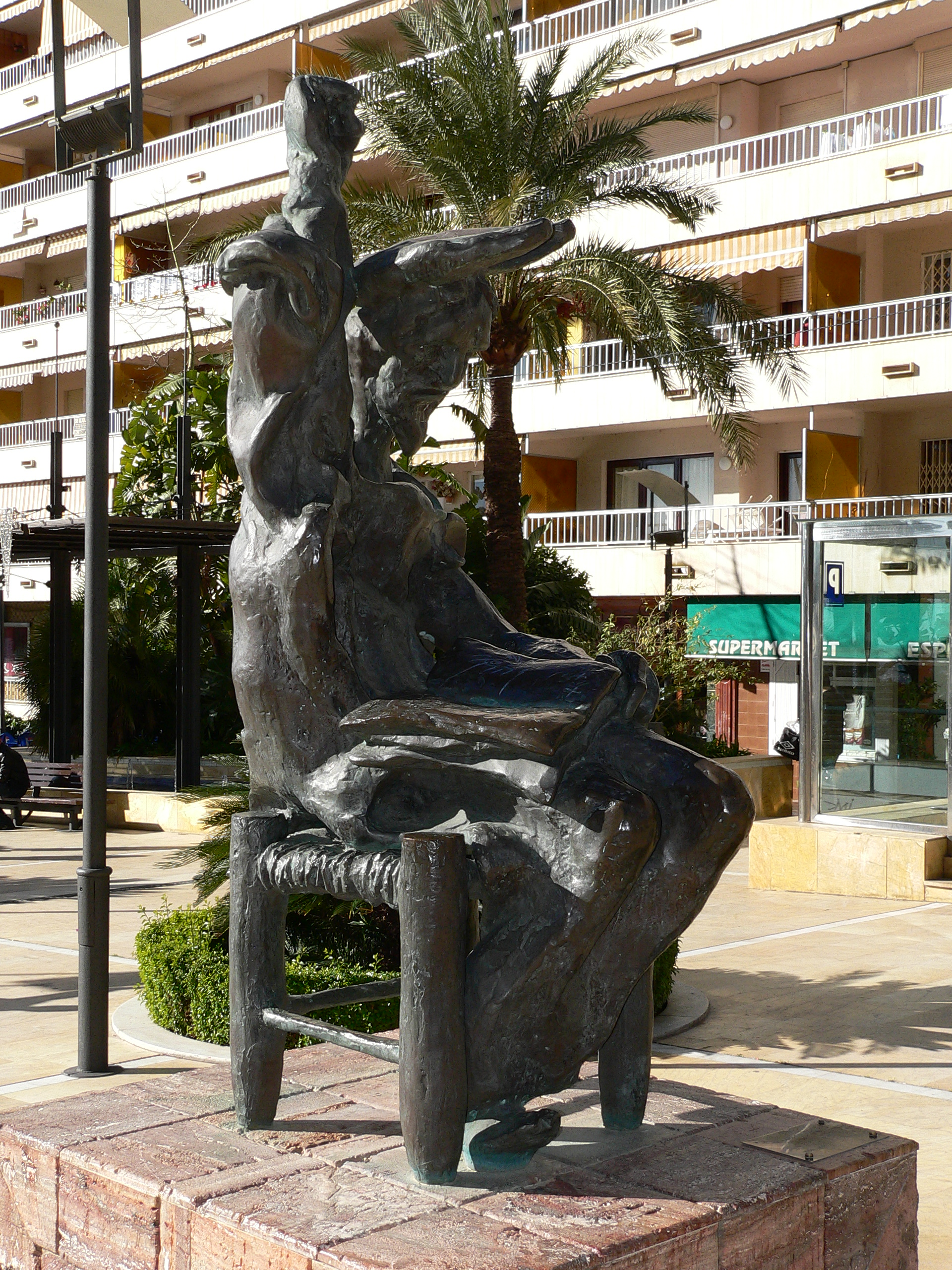
Don Quichotte assis, par Salvador Dalí.

On peut considérer Don Quichotte comme le premier roman moderne, mais son auteur n’est sûrement pas le premier narrateur moderne. Je pense que Cervantès n’a rien inventé. Il suffit de lire le premier chapitre du livre pour imaginer un monsieur qui s’est assis devant son public pour lui raconter une histoire : “Dans une bourgade de la Manche, etc., etc.” C’est le schéma du narrateur oral.
Don Quichotte ne meurt pas, parce que celui qui va mourir, c’est un gentilhomme, un pauvre hidalgo du nom d’Alonso Quichano. Selon moi, c’est un élément fondamental. Ce n’est pas Don Quichotte qui meurt, mais Alonso Quichano.
Don Quichotte est cet autre que nous ne pouvons être, et c’est pour ça que nous l’aimons. »

#### Günter Grass
Pour Günter Grass :

« Le noble chevalier, l’idéaliste, qui se bat contre des moulins à vent, le rêveur qui prend ses hallucinations pour la réalité, le fantasque, le maître et son valet, les pieds sur terre, le valet prosaïque. C’est un couple que nous retrouvons encore dans notre réalité, à la fois alliés et adversaires. C’est un duo qui résiste aux temps qui changent. »

#### René Girard
René Girard commence son premier livre, Mensonge romantique et Vérité romanesque, par une analyse du Don Quichotte. Pour le fondateur de la théorie mimétique, le désir est mimétique, c'est-à-dire que le sujet désire l'objet parce que l'objet est désiré par un modèle jouissant d'un prestige particulier (l'illusion de la possibilité de s'autodéterminer) auprès du sujet.
En règle générale, la médiation est interne, c'est-à-dire que le modèle est assez proche du sujet pour devenir un obstacle entre le sujet et l'objet, d'où la genèse de la violence. Mais dans Don Quichotte, le modèle chevaleresque (Amadis de Gaule) est si éloigné du personnage que le désir reste externe.

#### Michel Onfray
Selon Michel Onfray, le don-quichottisme permet de penser un comportement très répandu, la dénégation, sans passer par le biais de la psychanalyse qui l'a ou l'aurait indûment récupéré.
Don Quichotte est l'intellectuel, celui pour qui l'idée prime sur le réel, quitte à affirmer que les moulins sont des géants à combattre. Sancho est l'homme du bon sens, l'anti-Machiavel qui, dans un passage du roman, gouverne un royaume de façon épicurienne, avec justesse. Sancho serait le véritable héros du texte.

## Autour du livre

### Tourisme sur les lieux liés au livre
La communauté autonome de Castille-La Manche exploite la célébrité du roman de Cervantès pour faire la promotion du tourisme dans la région. Plusieurs sites ont un lien avec les péripéties, dont des moulins et une auberge où l’on dit que les évènements se sont passés.
La ville de Vélez-Malaga en Andalousie également.

### Célébration des 400 ans du livre
L’Espagne et l’Amérique hispanophone ont fêté les 400 ans de l'œuvre tout au long de l’année 2005. À cette occasion, un jeune montagnard espagnol, Javier Cantero, a gravi le sommet de l’Amérique latine, l’Aconcagua, culminant à 6 960 m, en décembre 2005, afin d’y lire un passage de Don Quijotte de la Mancha.

## Influences deDon Quichotte
Don Quichotte est l’un des livres les plus lus au monde. Grand succès dès sa première édition, il a aussi fait l’objet de plusieurs suites et pastiches, ainsi que d’une comédie musicale et de plusieurs adaptations théâtrales et cinématographiques.
Le roman a été traduit dans plus de 140 langues et dialectes ; c'est, après la Bible, le livre le plus traduit du monde.

### Romans

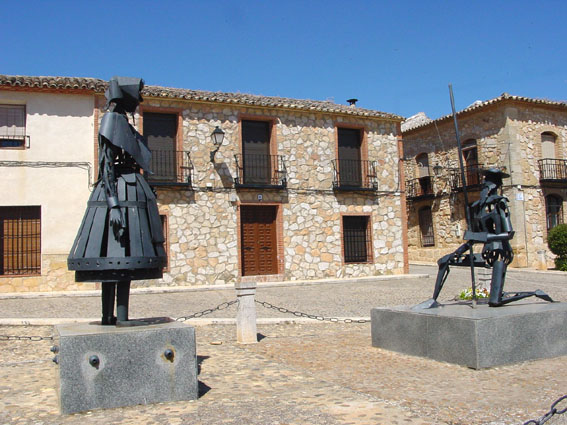
Monument à Don Quichotte et Dulcinée au Toboso, en Espagne.

- Il existe quelques tentatives de suites de Don Quichotte qui ont été écrites en français : Histoire de l’admirable Don Quichotte de la Manche, de Filleau de Saint-Martin et Robert Challe, et la Suite nouvelle et véritable de l’histoire et des aventures de l’incomparable Don Quichotte de la Manche, d’auteur inconnu.
- Jorge Luis Borges, Pierre Ménard, auteur du Quichotte, nouvelle ayant pour thème la question de l'écriture à l'origine du roman de Cervantes, 1939
- Graham Greene, Monsignore Quichotte (1982), roman mettant en scène le descendant de Don Quichotte, devenu monsignore, et celui de Sancho Pacha, devenu maire communiste. Roman au ton léger narrant les aventures tragi-comique d’un duo que tout oppose, et qui est peut-être également un pastiche du duo Don Camillo / Peppone.
- Thomas Mann, Traversée avec Don Quichotte, journal qui évoque l'exil de l'auteur aux États-Unis à la lumière du personnage de Don Quichotte, 1934.
- Kathy Acker, Don Quixote: Which Was a Dream (1986), est un livre d'avant-garde, une réécriture et désacralisation du texte de Cervantes.
- Denis Diderot, Jacques le Fataliste et son maître (entre 1765 et 1784). Il ne s'agit pas d'une suite mais il comporte des similitudes avec les pérégrinations et conversations farfelues d'un maître et de son valet Jacques. Dans le roman Denis Diderot en fait d'ailleurs référence « Et puisque Jacques et son maître ne sont bons qu’ensemble et ne valent rien séparés non plus que Don Quichotte sans Sancho et Richardet sans Ferragus, ce que le continuateur de Cervantès et l’imitateur de l’Arioste, monsignor Forti-Guerra, n’ont pas assez compris, lecteur, causons ensemble jusqu’à ce qu’ils se soient rejoints »[10].
- Salman Rushdie, Quichotte, 2019.
- Le roman Female Quixotism: Exhibited in the Romantic Opinions and Extravagant Adventures of Dorcasina Sheldon de Tabitha Gilman Tenney publié en 1801 est considéré comme une des meilleures parodies du Don Quichotte[11],[12].

### Poésie
- Don Quichotte  de Florian, fable dans laquelle:

« Contraint de renoncer à la chevalerie,

Don Quichotte voulut, pour se dédommager,

Mener une plus douce vie,

Et choisit l’état de berger.[…] »

### Théâtre
Des adaptations au théâtre ont été faites :
- Don Quichotte de Victorien Sardou, pièce en trois actes et huit tableaux, dont la première eut lieu au Théâtre du Gymnase le 25 juin 1864
- Don Quichotte de Jean Richepin, drame héroï-comique en vers, en trois parties et huit tableaux, dont la première représentation a eu lieu à la Comédie-française le 16 octobre 1905. Le rôle de Don Quichotte était tenu par Leloir, celui de Sancho Panza par André Brunot et celui de Ginès de Passamont par Georges Berr.
- Don Quichotte d'Yves Jamiaque, Théâtre des Célestins, 1965
- Somewhere… la mancha d'Irina Brook, l'histoire de Don Quichotte est transposée à notre époque, à New York, 2008.
- Don Quichotte de Laurent Rogero, trad. d'Aline Schulman, 2013. Groupe Anamorphose.
- Don Quichotte de Yann Palheire, comédie dramatique pour trois acteurs, création de la Troupe Solilès. 2014.
- Don Quixote de Bastien Ossart, théâtre musical au Théâtre de l'Épée de Bois (Cartoucherie, Vincennes), du 1er au 21 février 2016.
- Don Quichotte de Jean-Pierre Ronfard, drame québécois.
- Don Quichotte, Compagnie des Dramaticules, adaptation et mise en scène Jérémie Le Louët, création en juin 2016 au château de Grignan.
- Le Songe de Don Quichotte, écrit et mis en scène par Florient Azoulay, création en mars 2017 au Grand Palais (Paris).
- Quichotte, une adaptation pour enfants en théâtre d'objets et d'ombres de Benjamin Déziel et Maude Gareau de la compagnie Ombres folles, création en 2017 à la Maison de la culture Notre-Dame-de-Grâce.

### Films

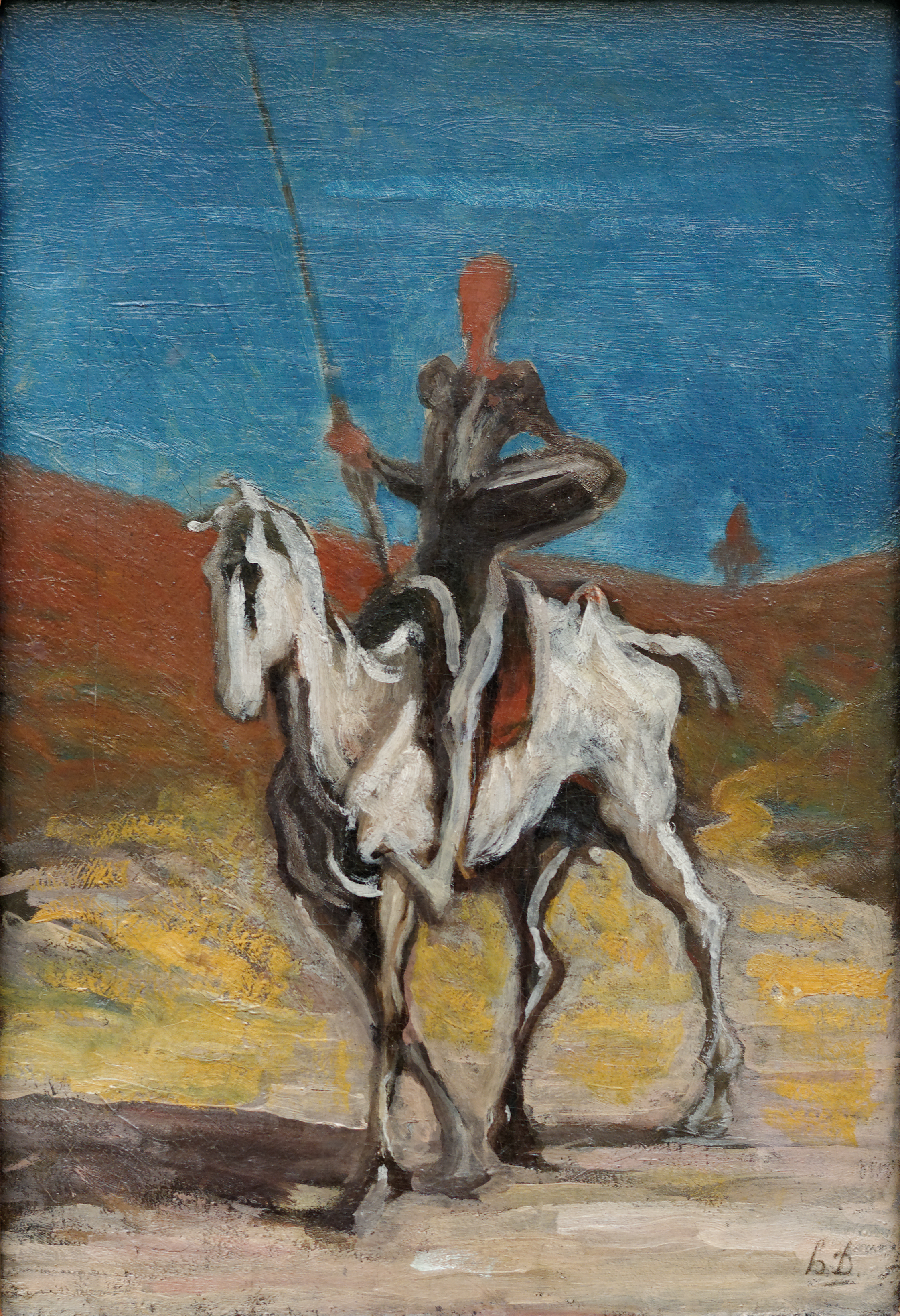
Don Quichotte et Rossinante, par Honoré Daumier (vers 1868).

- Les aventures de Don Quichotte de la Manche (1903) de Ferdinand Zecca et Lucien Nonguet  ;
- Don Quichotte (1910), film d'animation d'Émile Cohl ;
- Don Quichotte (1913) de Camille de Morlhon ;
- Don Quixote (1915) film de Edward Dillon ;
- Don Quixote (1923) film de Maurice Elvey ;
- Don Quichotte (1926) (Don Quixote), film danois de Lau Lauritzen Sr ;
- Don Quichotte (1933) de Georg Wilhelm Pabst ;
- Don Quichotte (1947) (Don Quijote de la Mancha), film espagnol de Rafael Gil ;
- Don Quichotte (1957), film soviétique de Grigori Kozintsev ;
- Dulcinea (1962), film de Vicente Escrivá ;
- Don Quijote (1965), feuilleton télévisé de Louis Grospierre ;
- Don Quijote von der Mancha (1965), mini série allemande ;
- Don Chisciotte e Sancio Panza (1968), film de Giovanni Grimaldi ;
- L'Homme de la Manche (1972), adaptation cinématographique par Arthur Hiller de la comédie musicale de Dale Wasserman ;
- Don Quijote cabalga de nuevo (1973), film mexicano-espagnol de Roberto Gavaldón ;
- Ark II (1973), série télévisé dans l'épisode Don Quixote de Ted Post ;
- Don Quijote de la Mancha (1979), série d'animation de Cruz Delgado ;
- Don Quichotte (1987) (Osvobozhdennyj Don Kihot), film soviétique de Vadim Kurchevskiy ;
- Don Coyote et Sancho Panda (1990) (The Adventures of Don Coyote and Sancho Panda), série télévisée d’animation américaine ;
- El Quijote de Miguel de Cervantes (1992), série télévisée en 5 épisodes de Manuel Gutiérrez Aragón pour la télévision espagnole (TVE) ;
- Don Quichotte (1992) de Jesús Franco, montage du film laissé inachevé par Orson Welles ;
- Don Quichotte (2000), téléfilm de Peter Yates ;
- Don Quichotte (2002) (El caballero Don Quijote), film espagnol de Manuel Gutiérrez Aragón ;
- Lost in La Mancha (2002), documentaire sur l’impossibilité de tourner un film, d’après la tentative avortée de Terry Gilliam de réaliser, en 2000, le film L'Homme qui tua Don Quichotte ;
- Honor de cavallería (2006) de Albert Serra, avec Don Quichotte (Lluís Carbó) et Sancho Panza (Lluís Serrat) dans des moments supposés être entre les lignes du roman de Cervantes ;
- Les Folles Aventures de Rucio (2007), film italo-espagnol de José Pozo ;
- Don Quichotte (2008) (Don Quichote - Gib niemals auf!), téléfilm allemand de Sibylle Tafel[14],[15] ;
- Les Aventures de Don Quichotte (2010) (Las aventuras de Don Quijote), film espagnol d'Antonio Zurera ;
- Don Quixote (2015), de David Beier et Dave Dorsey ;
- L'Homme qui tua Don Quichotte (2018) (The Man Who Killed Don Quixote), film britannico-franco-espagnol de Terry Gilliam ;
- He Dreams of Giants, (2019), documentaire qui fait suite 15 ans après celui de Lost In La Mancha mais cette fois sur le film achevé de Terry Gilliam.

### Iconographie

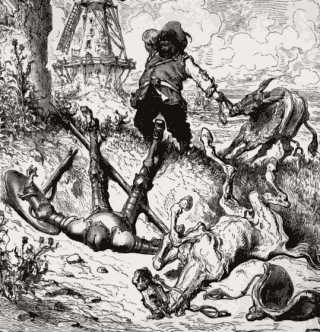
Don Quichotte, par Gustave Doré.

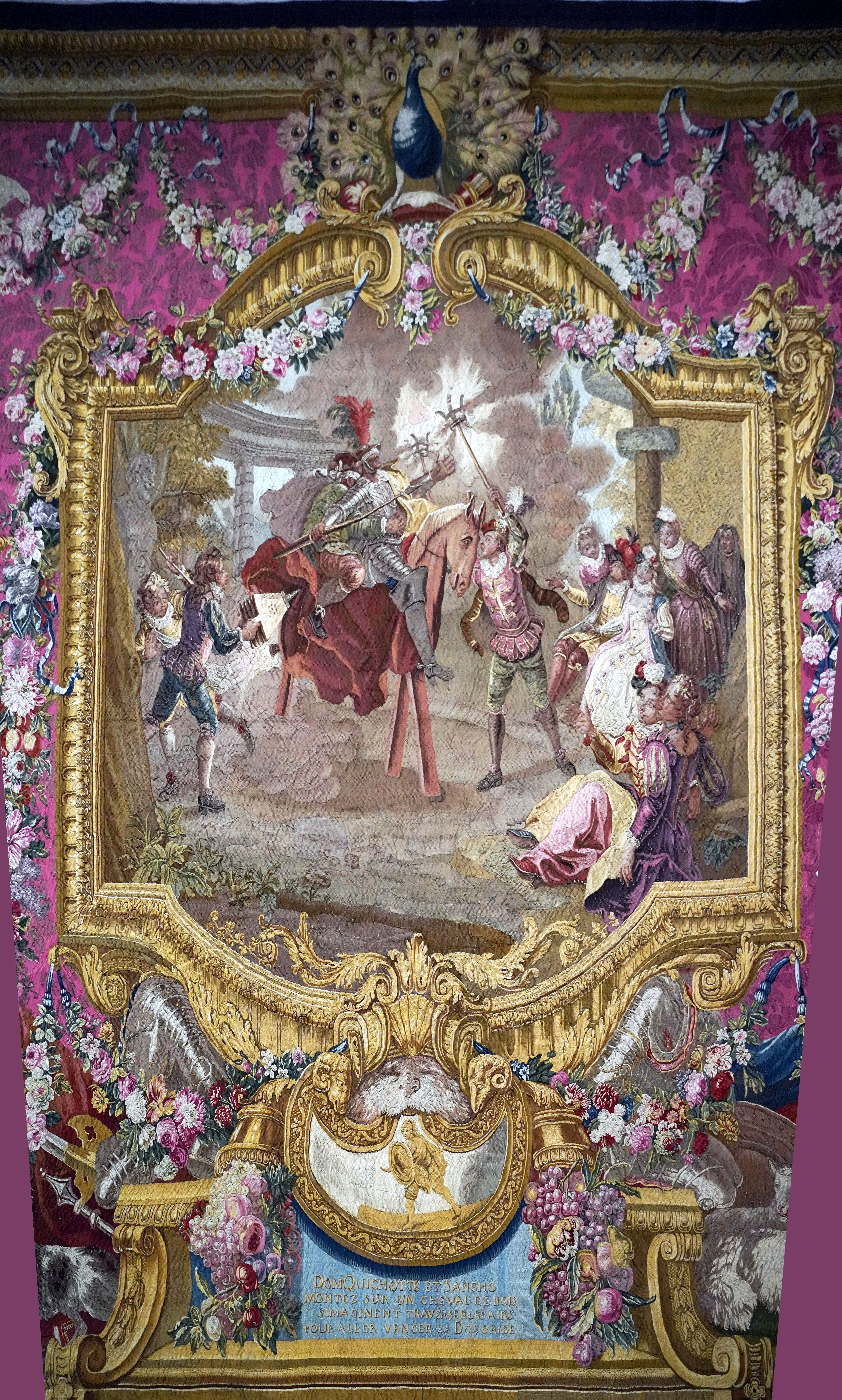
Au XVIIIe siècle par la manufacture des Gobelins.

Don Quichotte inspira un grand nombre d’illustrateurs et de peintres dont Gustave Doré, Honoré Daumier, Pablo Picasso, Albert Dubout, Salvador Dalí, Antonio de La Gandara, Raymond Moretti, François Heaulmé, Alexis Hinsberger, Gérard Garouste et Robert Di Credico.
- Les Advantures du fameux chevalier Dom Quixot de la Manche et de Sancho Pansa son escuyer, en un volume illustré de 38 gravures signées Jacques Lagniet, Paris, 1650.
- Série de tableaux peints sur les aventures de Don Quichotte par Charles Antoine Coypel entre 1715 et 1727. À partir de ceux-ci, 175 tapisseries seront réalisées (Musée national du château de Compiègne).
- Don Quichotte dans sa bibliothèque, dessin de Francisco de Goya, 1812
- 370 illustrations de Gustave Doré, ornant la réédition de la traduction française, faite par Louis Viardot, de Don Quichotte, 1863
- Dessin au lavis représentant Don Quichotte et Sancho, par Pablo Picasso, 1947
- Quatre lithographies sur Don Quichotte, réalisées par Salvador Dalí pour une édition française du roman, 1964
- Don Quichotte de Cervantès illustré par Garouste, Paris, éditions Diane de Selliers, 1998.
- Une édition soviétique parue en 1952 a été illustrée à l'aquarelle noire par les Koukryniksy. La page consacrée à ces artistes permet de voir plusieurs reproductions.
- Eaux-fortes sur le thème de Don Quichotte réalisées par Jean Revol (1960).
- Antonio Saura a illustré Don Quichotte dans une édition d'art publiée à Barcelone en 1987 par le Círculo de Lectores, Barcelone[16].

### Bande dessinée
- 1997 : One Piece : L'un des sept « Grands Corsaires » (Shichibukai) porte le nom de Donquixote (Don Quichotte) Doflamingo. Il apparaît comme un personnage manipulateur dans l'ombre et cruel. Le frère de ce personnage porte le nom du cheval de Don Quichotte, Rossinante : ce dernier se trouve être très maladroit, perçu comme le canasson de Don Quichotte de La Manche.
- 2005 : Mortadelo de la Mancha.
- 2015 : Don Quichotte de Rob Davis aux éditions Warum.
- 2022 : Dingo Quichotte, éditions Glénat, scénariste Fausto Vitaliano et dessinateur Claudio Sciarrone.

### Musique

#### Opéra, musique de scène

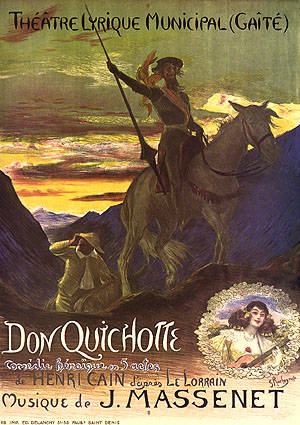
Version de Don Quichotte par Jules Massenet.

- The Comical History of Don Quixote (1695), opéra-bouffe d'Henry Purcell
- Don Quixotte (1712), cantate française de Jean-Baptiste Morin
- Don Chisciotte in Sierra Morena (1719), opéra de Francesco Bartolomeo Conti
- Don Quichotte, cantate de Philippe Courbois (1710)
- Don Quichotte (1727), opéra de Giovanni Ristori
- Don Quichotte chez la duchesse, opéra de Joseph Bodin de Boismortier
- Burlesque de Quichotte (1761), suite pour cordes et basse continue de Georg Philipp Telemann
- Sancho Pança dans son île, opéra-bouffon en 1 acte de François-André Danican Philidor (1762)
- Don Chisciotte della Mancia, opéra de Giovanni Paisiello (1769, Naples SF)
- Don Chisciotte, opéra de Niccolò Piccinni (1770)
- Don Chisciotte alle nozze di Gamace (1771), opéra de Antonio Salieri
- Nouveau Don Quichotte (le) (1789), opéra de Stanislas Champein
- Don Quichotte (1791), opéra d’Angelo Tarchi
- Don Quichotte (1829), opéra de Giuseppe Mercadante
- Don Quichotte (1869), opéra d’Henri Boulanger
- Don Quichotte, un tableau musical d'après Cervantes (1870), poème symphonique opus 87 de Anton Rubinstein
- Don Quichotte (1874), opéra d’Émile Pessard (première le 13 février 1874, à la Salle Érard à Paris).
- Don Chisciotte (1887), opéra de Luigi Ricci-Stolz
- Don Quichotte (1897), poème symphonique de Richard Strauss
- Don Quichotte (1910), comédie héroïque en cinq actes de Jules Massenet
- Una Aventura de Don Quijote (1916), poème symphonique de Jesús Guridi
- El Retablo de Maese Pedro (1923), opéra de Manuel de Falla
- Trilogie Faust - Don Quichotte - Saint François d’Assise (1929), tragédie lyrique de Charles Tournemire
- Chansons de Don Quichotte (1932), quatre mélodies pour baryton de Jacques Ibert, composées pour le film de Pabst et dédicacées à Chaliapine
- Don Quichotte à Dulcinée (1932), trois mélodies pour baryton de Maurice Ravel, initialement également prévues pour le film de Pabst
- Don Quichotte Corporation- Dulcinée (1981), essai musical d'Alain Savouret sur le thème du roman (musique électroacoustique)
- Quichotte de Jean-Luc Lagarce est un livret écrit en 1989 pour un opéra jazz composé par Mike Westbrook. Le texte est librement inspiré du dernier chapitre de Don Quichotte[17].
- Don Quichotte (2000), opéra de Cristobal Halffter
- Don Quijote (2008), symphonie pour orchestres d'harmonie de Robert W. Smith

#### Ballets

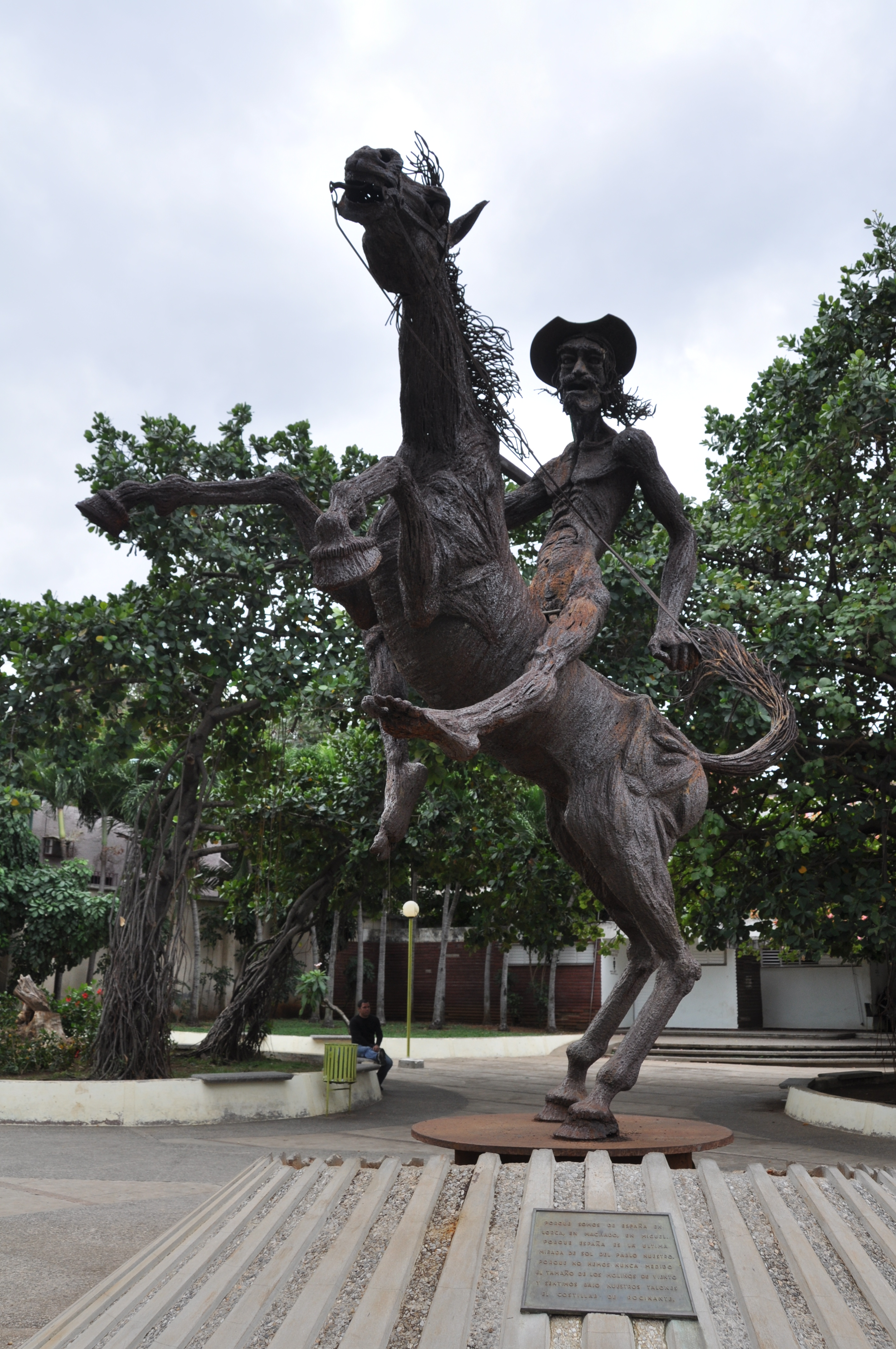
« Don Quichotte dévêtu (ou universel et intemporel) » à Vedado, au Parque del Quijote de las Americas, Calle 23, à La Havane. Sculpture de Sergio Martínez.

- Le chorégraphe français Marius Petipa a créé, en 1869, Don Quichotte, un ballet en 4 actes sur une musique de Léon Minkus. De nombreuses reprises ont eu lieu à partir de 1970 dont celles de Rudolf Noureev, alors directeur de l’Opéra de Paris.
- Le chevalier errant (1935), épopée chorégraphique en quatre tableaux, textes d’Alexandre Arnoux, musique de Jacques Ibert.
- Le Ballet national de Cuba, dirigé par la chorégraphe Alicia Alonso, a également conçu un ballet intitulé Don Quichotte.

#### Comédie musicale
- Man of La Mancha, comédie musicale américaine de Dale Wasserman (1965).
- L’Homme de la Mancha, adaptation francophone de la précédente, texte traduit et adapté par Jacques Brel qui l’interpréta sur scène à Bruxelles et à Paris en 1968.
- L'Homme de la Mancha, (2008) conception et mise en scène Gérard Chambre, chansons de Jacques Brel et également de Gérard Chambre, direction musicale Jérôme Yorfela.

#### Chanson
- Le Retour de Don Quichotte (1979) de Michel Rivard
- Don Quichotte (No estan aqui) par Magazine 60
- Don Quichotte is not dead (2001), sur l'album Au Marché des illusions, de Babylon Circus
- Canal Saint-Martin (2009), sur l'album Le Sens de la gravité, par Les Fatals Picards « Moi j'aimerais bien pouvoir me battre en Espagne contre des moulins ; pourvu que je sois Don Quichotte, pourvu qu'il y ait des moulins. »
- Es esmu mazliet dons Kihots, chant de l'ensemble Tumsa, Lettonie ; texte par Mārtiņš Freimanis En français, on peut traduire par « Je suis un peu Don Quichotte ».
- Don Quichotte par Julio Iglesias

## Éditions en français
- L'ingénieux don Quixote de la Manche (vol. 1), traduit par César Oudin, Paris, 1614[18]
- L'ingénieux don Quixote de la Manche (vol. 2), traduit par François de Rosset, 1618
- Don Quichotte de la Manche, traduit par Jean-Pierre Claris de Florian, publication posthume en 1798, rééd. librairie Garnier Frères
- Histoire de Don Quichotte, Bibliothèque rose illustrée, édition de 1924
- Miguel de Cervantès (trad. Zdzisław Milner), Don Quichotte, Paris, Hatier, coll. « Traductions Hatier », 1963, 80 + 80 (BNF 32945637)
- Don Quichotte de la Manche, trad. par Louis Viardot, Lausanne, Éditions Rencontre, 1967, 2 vol. (592 et 644 p.) (en ligne)
- Don Quichotte de la Manche, trad. par Jean Cassou, sur base du travail de César Oudin, éd. 1949, rééd. Gallimard, Folio, 2001, 2 vol. de 640 p.
- Œuvres romanesques complètes, t. I, Don Quichotte, précédé de La Galatée; t. II, Nouvelles exemplaires, suivies de Persilès et Segismunda, Paris, éditions Gallimard, Bibliothèque de la Pléiade, 2001, 2 vol. : 1 728 et 1 072 p. Introduction, traduction et notes sous la direction de Jean Canavaggio, avec la collaboration de Claude Allaigre, Michel Moner et Jean-Marc Pelorson.
- Don Quichotte de la Manche, trad. par Jean-Raymond Fanlo, éd. Livre de Poche, La Pochotèque, 2008, 1 250 p.
- Don Quichotte de la Manche, trad. d'Aline Schulman, éd. Seuil, coll. Points 2001
- Don Quichotte, trad. par Louis Viardot, Paris, L'École des loisirs, coll. « Classiques abrégés », 1981, 120 p. (version abrégée)